# Carly Chaikin
Carly Chaikin, née le 26 mars 1990 à Santa Monica, en Californie, est une actrice américaine.

## Biographie
Carly Chaikin est née le 26 mars 1990 à Santa Monica, en Californie. Son père Michael Chaikin est cardiologue, et sa mère Lori Chaikin est psychothérapeute. Elle a une sœur, Samantha Chaikin.

## Carrière
Elle débute au cinéma en 2010, dans le film The Consultants. La même année, elle joue aux côtés de Miley Cyrus dans l’adaptation au cinéma d’un livre de Nicholas Sparks, La Dernière Chanson. 
L'année suivante, elle obtient un rôle à la télévision dans Suburgatory avec Jeremy Sisto et Cheryl Hines. Elle sera nommée deux ans plus tard pour le Critics' Choice Television Award de la meilleure actrice dans un second rôle dans une série télévisée comique pour son rôle. La série s'achève en 2014.
À partir de 2015, elle joue avec Rami Malek, dans la série Mr.Robot. La série s'achève après 4 saisons en 2019.

## Filmographie

### Cinéma

#### Longs métrages
- 2010 : La Dernière Chanson (The Last Song) de Julie Anne Robinson : Galadriel « Blaze »
- 2010 : The Consultants de Dave Fraunces : Veronica
- 2011 : Escape (Escapee) de Campion Murphy : Lynne Petersen
- 2012 : My Uncle Rafael de Marc Fusco : Kim
- 2013 : In a World… de Lake Bell : Une femme
- 2014 : Bad Blood d'Adam Silver : Frances
- 2017 : People You May Know de Sherwin Shilati : Oakley
- 2018 : Social Animals de Theresa Bennett : Claire
- 2020 : Au-delà des apparences (Last Moment of Clarity) de Colin Krisel et James Krisel : Kat Zaro
- 2022 : Daniel's Gotta Die de Jeremy LaLonde : Jessica Powell

#### Courts métrages
- 2012 : Nowhere to Go de Robert May : Austyn
- 2013 : Happy Fucking Birthday de Sam Boyd : Maddy McDowell
- 2014 : Dissonance de Bryan Fox : Julia
- 2016 : Into Me d'Adrian Lazarus : Lead

### Télévision

#### Séries télévisées
- 2011 - 2014 : Suburgatory : Dalia Royce
- 2012 : NTSF:SD:SUV : Brittany
- 2012 : Harder Than It Looks : Katie
- 2015 : Maron : Tina
- 2015 - 2019 : Mr. Robot : Darlene
- 2019 : Into the Dark : Danielle Williams